# Spanish Town
Spanish Town (inglês Cidade Espanhola) é a capital da paróquia de Saint Catherine, no Condado de Middlesex, Jamaica. No censo realizado em 2001 possuía 131 515 habitantes.
Spanish Town foi a capital espanhola e inglesa da Jamaica, durante o século XVI e século XIX.

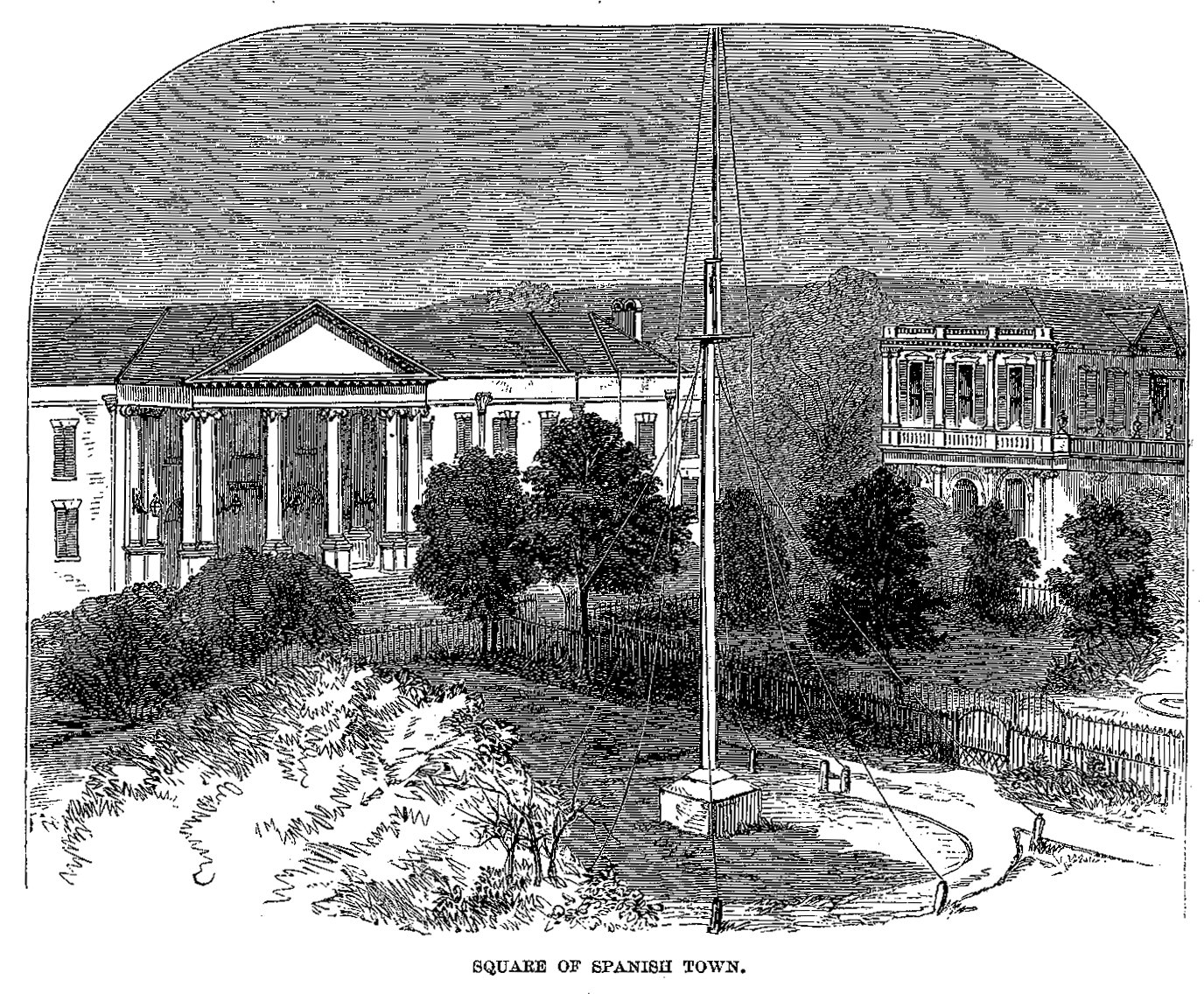
Praça em Spanish Town (ilustração de W.E. Sewell para o artigo Cast-away in Jamaica, publicado na Harper's Monthly Magazine de janeiro de 1861).